# Franz Overbeck

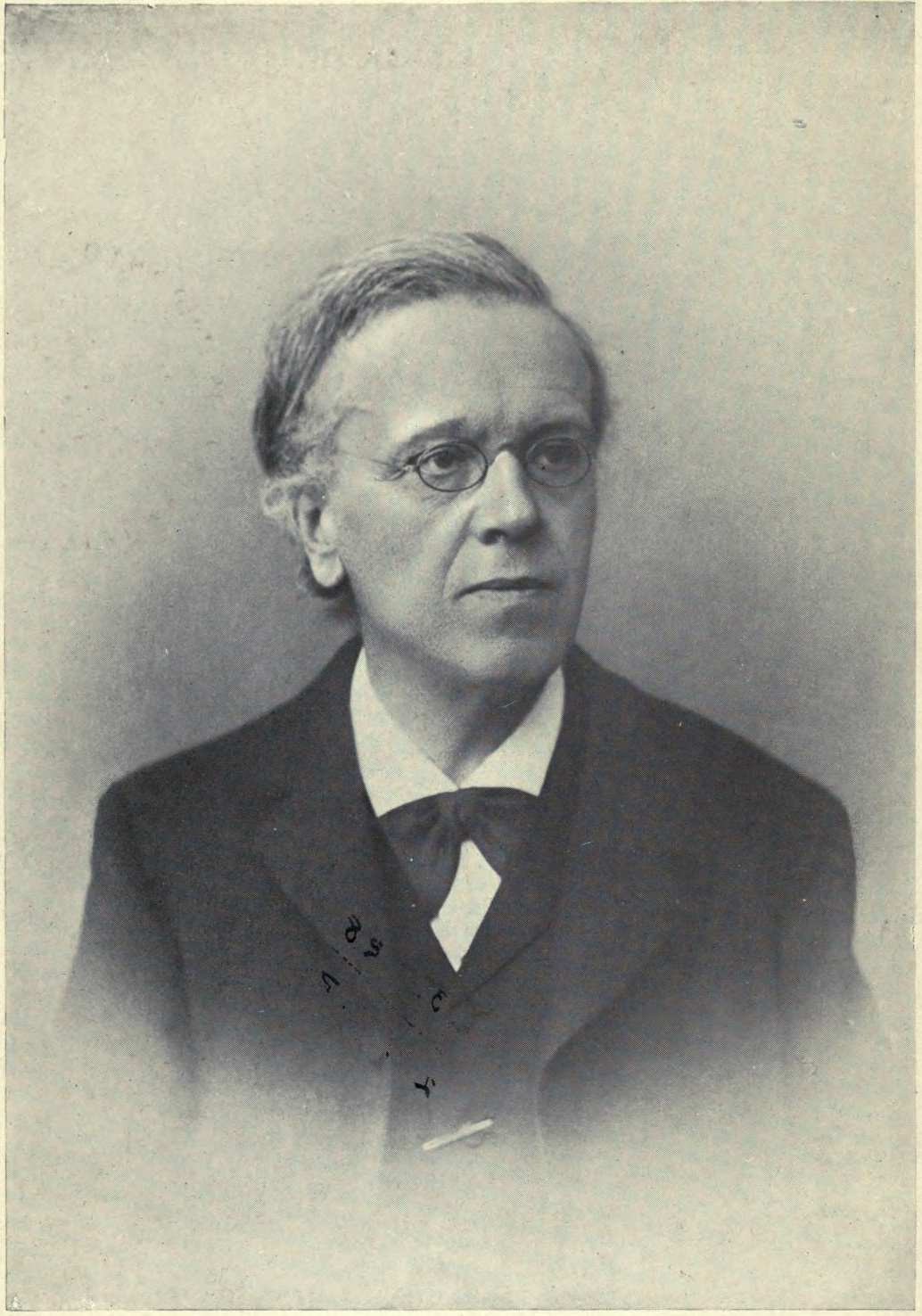
Franz Overbeck

Franz Camille Overbeck (16 november 1837 - 26 juni 1905) was een Duitse protestantse theoloog. Buiten Duitsland werd hij vooral bekend wegens zijn vriendschap met de filosoof Friedrich Nietzsche. 
Franz Overbeck werd geboren in Sint-Petersburg in Rusland als een Duits staatsburger en kind van een Duits-Britse vader en een Franse moeder. 
Van 1856 tot 1864 studeerde Overbeck theologie in Leipzig, Göttingen, Berlijn en Jena.

## Theologisch werk
Als afgestudeerd theoloog werd Overbeck in 1870 hoogleraar Nieuwe Testament Exegese en Oude Kerkgeschiedenis aan de Universiteit van Basel. Vanaf die tijd tot 1875 woonde hij in hetzelfde huis (een verdieping lager) als zijn collega Friedrich Nietzsche, de professor in de klassieke filologie aan dezelfde universiteit. Gedurende deze tijd ontwikkelden beide huisgenoten een hechte vriendschap.
In 1873 publiceerde Overbeck zijn belangrijkste theologisch werk Über die Christlichkeit unserer heutigen Theologie, waarin hij betoogde dat het 'historische' christendom, zoals ontwikkeld door de kerkvaders was vervreemd van de oorspronkelijke opvattingen van Jezus Christus. In dit werk bekritiseerde hij de conservatieve theologie, die dogmatisch vasthield aan doctrines, evenals de 'liberale' theologie, die beweerde dat geloof en kennis met elkaar konden worden verzoend. Volgens Overbeck slaagden beide er niet in een essentie van het christendom te vatten, die elke vorm van wetenschappelijke kennis zou uitsluiten.
Dit werk werd voornamelijk aangewakkerd door het werk van David Strauss Vom alten und neuen Glauben (1872) en Paul de Lagardes Über das Verhältnis des deutschen Staates zu Theologie, Kirche und Religion (1873). Beide auteurs probeerden een "moderne" christelijke religie vorm te geven. Overbeck beschouwde dit project echter als onmogelijk en fundamenteel onjuist. 
In 1876 huwde Overbeck met Ida Rothpletz en gedurende een jaar was hij rector van de universiteit van Basel.

## Vriendschap met Nietzsche
Zijn belangrijkste theologisch werk verscheen ongeveer tegelijkertijd met Nietzsche's Unzeitgemässe Betrachtungen. Beide geschriften waren kritisch over David Strauss en deelden vergelijkbare hoofdstellingen. Nadat Nietzsche Bazel in 1879 verliet, bleven hij en Overbeck een persoonlijke vriendschap onderhouden door middel van regelmatige correspondentie.
Het was Overbeck die in 1889 naar aanleiding van Nietzsches zorgwekkende Wahnbriefe, onder meer ook aan Jacob Burckhardt, spoorslags naar Turijn vertrok om zich over hem en zijn manuscripten te ontfermen. 
Hij bleef Nietzsche bezoeken tot diens overlijden in 1900.
Ook na zijn dood hield hij kritische afstand tot de inhoud van Nietzsche's geschriften en nam stelling tegen postume verheerlijking. Hij weigerde mee te werken met Elisabeth Förster-Nietzsche en haar Nietzsche-Archiv en beschuldigde haar van het verkeerd interpreteren van Nietzsches opvattingen. Uit vrees voor misbruik weigerde hij de bewaarde brieven aan haar af te staan.
De briefwisseling van Nietzsche met hem, Paul Rée en Peter Gast (Heinrich Köselitz) leverde veel stof voor zijn latere biografen en interpreten.